# Bac del Coix
El Bac del Coix és una petita obaga del terme municipal de Monistrol de Calders, al Moianès.
Està situat a llevant del poble de Monistrol de Calders, al nord-est de la Daina i al sud-est de la Beresma, a la dreta de la riera de Sant Joan.